# Inhibidor de la tripsina de soya
El inhibidor de la tripsina de soya (SBTI) es una de las peptidasas encontradas en la soya. 
A diferencia de la quimotripsina, que es inhibida en menor medida, la tripsina, una serín proteasa, es inhibida a un radio molar 1:1. Además de la tripsina, la sustancia SBTI inhibe también otras serín peptidasas.
También es conocido por ayudar en la centrifugación de células en muestras libres de suero.

## Estructura
El inhibidor de la tripsina de soya es un único polipéptido que forma un complejo estable y enzimáticamente inactivo con la tripsina gracias a la compatibilidad de sus enlaces peptídicos con el sitio activo de esta última, reduciendo la disponibilidad celular.

## Especificidad
La SBTI forma complejos 1:1 con sus células diana. Se ha reportado que también se encarga de formar complejos con la trombina humana mediante un bloqueo de su capacidad proteolítica de activar la protrombina; sin embargo, no muestra efectos en la liberación de fibropéptidos.
También, aunque por un mecanismo desconocido, se ha descubierto que el SBTI es capaz de inhibir la plasmina, enzima presente en la sangre y que degrada proteínas plasmáticas de ella.
Se ha dado a conocer además que esta sustancia tiene la capacidad de inhibir fuertemente algunas peptidasas leucocíticas.

## Almacenamiento
Para que el resultado de su empleo sea óptimo, esta peptidasa debe ser refrigerada a -20 °C.
Como sustancia minoritaria de una solución estéril PBS, puede ser almacenada a 4 °C durante un tiempo de 60 días.